# Bruno Finzi
Bruno Finzi (* 13. Januar 1899 in Gardone Val Trompia; † 10. September 1974 in Mailand) war ein italienischer Mathematiker, Ingenieur und Physiker.

## Leben
Finzi erhielt 1920 seine Laurea als Ingenieur und 1921 als Mathematiker an der Universität Pavia. 1922 wurde er Assistent von Umberto Cisotti am Polytechnikum Mailand. 1931 wurde er Professor für Rationale Mechanik an der Universität Mailand, kehrte aber 1947 an das Polytechnikum als Nachfolger von Cisotti zurück und wurde Direktor des Mathematischen Instituts. Ab 1949 leitete er das neu gegründete Institut für Aeronautik und 1967 war er Rektor des Polytechnikums.
Er befasste sich mit verschiedenen Gebieten der mathematischen Physik, insbesondere mit Hydro- und Aerodynamik, Elastizitätstheorie und andere Gebiete der Kontinuumsmechanik, aber auch Elektrodynamik, Spezieller und Allgemeiner Relativitätstheorie und vereinheitlichten Feldtheorien (in Anschluss an Albert Einstein und Tullio Levi-Civita).
1956 erhielt er den Feltrinelli-Preis der Accademia dei Lincei und 1933 den Premio Kramer des Istituto Lombardo. Er war Mitglied der Accademia dei Lincei. 1965 bis 1969 war er Präsident der Associazone nazionale di meccanica teorica e applicata (AIMETA).

## Schriften
- mit G. Bozza Resistenza idro ed aerodinamica, Mailand 1935
- Meccanica razionale, Bologna 1946
- mit M. Pastori: Calcolo tensoriale e applicazioni, Bologna 1949
- Lezioni di aerodinamica, Mailand 1953